# Засоби масової інформації в Україні
ЗМІ в Україні — це засоби масової інформації, що знаходяться в Україні. Телебачення, журнали та газети управляються як державними, так і комерційними корпораціями, які залежать від реклами, передплати та інших доходів, пов'язаних з продажем. Конституція України гарантує свободу слова. Як країна з перехідною економікою, медіасистема України переживає трансформацію.

## Законодавча база
Законодавча база України щодо свободи ЗМІ вважається «одною з найпрогресивніших у Східній Європі», хоча імплементація була нерівномірною. Конституція і закони забезпечують свободу слова і преси. Однак уряд не завжди поважає ці права на практиці. Конституція України 1996 року та закон «Про інформацію» 1991 року забезпечують свободу слова та вільний розвиток ЗМІ в Україні.
Конституція України визначає українську мову як державну, а закон зобов'язує ЗМІ використовувати її. Тим не менш, більшість ЗМІ в Україні є російськомовними. Електронні медіа (телебачення та радіо), які мають державну ліцензію, виходять переважно українською мовою, тоді як друковані газети, які потребують лише офіційної реєстрації, виходять російською. Інтернет-ЗМІ в Україні не регулюються.
Основними актами українського законодавства про засоби масової інформації є: Закон України «Про інформацію» від 1992 року (2011 — нова редакція), № 2657-XII Закон «Про доступ до публічної інформації» від 2011 року, № 2939-VI Закон «Про захист персональних даних» від 2011 року, № 2297-VI Закон «Про друковані засоби масової інформації (пресу) в Україні» від 1992 року, № 2782-XII Закон про Реформування державної та комунальної друкованої преси з 2015 року, № 917-VIII Закон «Про телебачення і радіомовлення» з 1993 року (2006 — нова редакція), № 3759-XII Закон «Про Суспільне телебачення і радіомовлення України» з 2014 року (з основними змінами 2015 року), № 1227-VII Закон про Національну раду України з питань телебачення і радіомовлення з 1997 року, № 538.

## Регулюючі органи
Основним регуляторним органом для телерадіомовних ЗМІ є Національна рада України з питань телебачення і радіомовлення (НРТРКУ), яка займається ліцензуванням ЗМІ та забезпечує дотримання ними законодавства. Його члени призначаються Президентом і Парламентом (по 4 члени кожен) — процес призначення піддавався критиці як політизований.
75 % мовлення має бути українською мовою, щоб мовне ЗМІ могло отримати ліцензію — хоча це викликало протести мовників, які купують більшу частину своїх програм із Росії та країн СНД разом. Положення часто дотримуються лише формально, додаючи українські субтитри до російськомовних дитячих програм чи мультфільмів. Рада часто конфліктувала з російськими телеканалами, що транслюють транскордонне мовлення в Україні, оскільки їх визнавали такими, що порушують українське законодавство про мову, рекламу, еротичний та насильницький контент[4]. Після Євромайдану нова правляча коаліція оголосила про недовіру керівництву регулятора телерадіомовлення, яке вважалося політизованим. Нові члени Ради були призначені в липні 2014 року більш незалежними.
Формальним власником Суспільної телерадіокомпанії «Українська телерадіокомпанія» є Державний комітет України з питань телебачення і радіомовлення. У 2018 році цей орган головним чином відповідав за праватизацію державної друкованої преси, заборону іноземних книжок, які поширюють мову ворожнечі, виправдовують російську агресію тощо. Державний комітет зазначено в Конституції, тому він все ще існує. Омбудсман України є органом, відповідальним за захист свободи інформації та захист персональних даних. Комітет Верховної Ради з питань свободи слова та інформаційної політики покладено на законодавчу діяльність.
Національна експертна комісія України з питань захисту суспільної моралі, створена урядом у 2004 році, була дорадчим органом для перевірки ЗМІ та виявлення сексуального та насильницького змісту. Він був звільнений у 2015 році. Комісію звинуватили в обмеженні свободи ЗМІ та спробі контролювати «мораль» в онлайн-блогосфері.

## ЗМІ
Київ домінує в медіа-індустрії, там здебільшого розташовані телебачення та радіо, хоча Львів також є значним національним медіа-центром. Більшість українських ЗМІ мають приватних власників. Органи місцевого самоврядування також володіють місцевими теле- та радіостанціями. До 2014 року держава контролювала телеканал (Перший національний) і радіостанцію (Національна радіокомпанія України), маючи лише незначні частки ринку. У 2020 році BBC висловила думку, що «фінансування суспільної мережі „UA:Перший“ мізерне, а рейтинги низькі».Станом на кінець 2014 року в Україні було 1563 ліцензії на мовлення, з яких 1229 мали приватні станції, 298 — комунальні та 36 — державні мовники.
В Україні багато ЗМІ фінансуються заможними інвесторами та відображають політичні та економічні інтереси своїх власників. Зменшення доходів від реклами зробило ЗМІ ще більш залежними від підтримки політизованих власників, що перешкоджає їхній редакційній незалежності. Платний контент, замаскований під новини (відомий як jeansa, українською: джинса, латинізовано: dzhynsa), залишається широко поширеним в українських ЗМІ, що послаблює довіру до них та журналістів, особливо під час виборчих кампаній.
Згідно з опитуванням Центру Разумкова у квітні 2014 року, українським ЗМІ довіряють 61,5 % респондентів (західним — 40,4 %, російським — 12,7 %). Власність ЗМІ залишається непрозорою, незважаючи на законопроект від лютого 2014 року, який вимагає повного розкриття структури власності.
- Inter Media Group пов'язують із газовим трейдером Дмитром Фірташем і пов'язаним із Януковичем політиком Сергієм Льовочкіним[1].
- StarLightMedia, пов'язана з мільярдером Віктором Пінчуком, включає 6 телевізійних станцій і кілька інших медіа та рекламних компаній[1].
- «1+1 Media Group» належить Ігорю Коломойському, який у березні 2014 року був призначений губернатором Дніпропетровської області[1].
- Повідомляється, що «Медіа Група Україна» контролюється Рінатом Ахметовим, найбагатшою людиною України[1].
- Телеканал «5 канал» залишається у власності екс-президента України Петра Порошенка, незважаючи на критику щодо конфлікту інтересів[1].
- Група УМХ колись контролювалася Сергієм Курченком.

## Друковані ЗМІ
В Україні офіційно зареєстровано понад 30 тис. періодичних видань, але більшість з них не діють або ніколи не виходили. У 2009 році налічувалося близько 4000 періодичних видань — 2400 газет і 1700 журналів.
У 2010 році три чверті друкованого ринку контролювали шість видавництв. Дві з них належать іноземцям: «Бурда-Україна» (німецького холдингу Hubert Burda Media та «Едіпрес-Україна» швейцарської компанії Edipresse. Чотири належать українцям, у тому числі «Сегодня Мультимедіа Паблішінг Груп» холдингу «Систем Кепітал Менеджмент» мільярдера Ріната Ахметова та «Факты и комментарии» мільярдера Віктора Пінчука (зятя екс-президента). Кучма).
Київ домінує в медіа-секторі України. The Kyiv Post, яка виходить щотижня у п'ятницю, є провідною англомовною газетою України. Національні газети: «День» і «Дзеркало недели»; і таблоїди, такі як «Український тиждень» або «Фокус» (рос.) теж виходять там. У 1918 році тут було засновано Національне інформаційне агентство України «Укрінформ».
Sanoma видає українські видання таких журналів, як Esquire, Harpers Bazaar і National Geographic Magazine. Українська BBC розпочала своє мовлення у 1992 році. Українська правда була заснована Георгієм Гонгадзе у квітні 2000 року (в день українського конституційного референдуму). Публікуючись переважно українською мовою, вибрані статті опубліковані або перекладені російською та англійською мовами, газета приділяє особливу увагу політиці України.
Найбільш тиражними виданнями є журнали про дозвілля та інформаційно-розважальні журнали. Газети, журнали та засоби масової інформації для широкої аудиторії зазвичай належать групам, пов'язаним з політико-економічними конгломератами (олігархами), що серйозно впливає на незалежність і неупередженість преси.

## Радіомовлення
Перша офіційна радіопередача відбулася в Києві 1 лютого 1939 року. Українці слухають радіопрограми, такі як Радіо Україна чи Радіо Свобода, переважно комерційні, в середньому трохи більше двох з половиною годин на день.
Більшість українських радіостанцій є частиною більших медіахолдингів. У кожному великому місті є кілька конкуруючих великих станцій. До основних належать:
- Шансон, Шарманка, Бізнес Радіо, Континент, DJ FM, що належать Бізнес Радіо Груп
- Наше Радіо, NRJ, що належить Communicorp Group
- Русское радио, KISS FM, HitFM, РОКС, що входять до медіахолдингу Тавр Медіа
- РетроFM, Авторадіо, ЄвропаПлюс, Алла, які належать Українському Медіа Холдингу

Більшість радіостанцій мають загальний профіль і транслюють переважно музику та розваги зі слабким вмістом новин, оскільки вони покладаються на доходи від реклами для існування. Era FM — єдина розмовна радіостанція, що веде мовлення (станом на 2010 рік).

## Телевізійне мовлення
Телебачення в Україні було запроваджено в 1951 році у складі Держкомтелерадіо СРСР і залишається улюбленим засобом масової інформації українців. Головні телеканали є частиною великих фінансових холдингів. Редакційна політика суворо дотримується економічних і фінансових інтересів власників.
В Україні є понад 10 основних телеканалів із фрагментацією, яка зберігає плюралізм ЗМІ, хоча канали є упередженими в різних напрямках і напрямках. Глядачі обирають улюблений напрямок або переглядають кілька каналів.[21] Найпопулярнішими телеканалами в Україні є комерційні 1+1, Інтер, StarLightMedia Group, яка управляє шістьма телеканалами, такими як СТБ, ICTV, Новий канал. 5 канал, який контролює президент України Петро Порошенко.
Національна суспільна телерадіокомпанія України (НСТУ) управляє UA:Перший UA:Крим (Крим), UA:Культура, UA:Українське радіо (Українське радіо) та 27 регіональних каналів. Колишній харківський журналіст Зураб Аласанія, один із засновників Громадського, у квітні 2017 року був обраний головою правління НСТУ.
Hromadske.TV — інтернет-телебачення в Україні, яке почало працювати 22 листопада 2013 року як альтернатива політично контрольованим комерційним ЗМІ. Він набув популярності під час протестів Євромайдану.
Громадське радіо — інтернет-ефірна некомерційна радіостанція, яка працює з 2001 по 2005 рік та з 2013 року. Співпрацює з суспільним радіо UA:Українське радіо та має власний блок мовлення на 1-му каналі Українського радіо.
У серпні 2014 року Медіа Група 1+1 запустила англомовний канал Ukraine Today. У 2016 році Ukraine Today було закрито.
У грудні 2014 року єдиного в Україні оператора цифрового ефірного телебачення «Зеонбуд» було оголошено монополістом. Наприкінці 2010 року йому непрозоро було надано ексклюзивну 10-річну ліцензію. Таким чином, він є об'єктом посиленого державного нагляду [1].

## Кіно
Україна вплинула на історію кінематографа. Українські режисери Олександр Довженко, якого часто називають одним із найважливіших ранніх радянських кінематографістів, а також піонер радянської теорії монтажу, Кіностудія імені Довженка, та Сергій Параджанов, вірменський кінорежисер і художник, який зробив значний внесок в українське, вірменське та грузинське кіно. Він винайшов власний кінематографічний стиль, українське поетичне кіно, яке зовсім не відповідало керівним засадам соціалістичного реалізму.
Інші відомі режисери, серед яких Кіра Муратова, Лариса Шепітько, Сергій Бондарчук, Леонід Биков, Юрій Іллєнко, Леонід Осика, Ігор Подольчак з його Деліріумом і Марина Врода. Багато українських акторів здобули міжнародну популярність і успіх у критиків, зокрема: Віра Холодна, Богдан Ступка, Міла Йовович, Ольга Куриленко та Міла Куніс.
Незважаючи на історію важливих і успішних виробництв, індустрія часто характеризується дискусією про її ідентичність і рівень російського та європейського впливу. Українські продюсери беруть активну участь у міжнародній копродукції, а українські актори, режисери та знімальна група регулярно знімаються в російських (в минулому радянських) фільмах. Також успішні фільми були засновані на українських людях, історіях чи подіях, зокрема "Броненосець «Потьомкін», «Людина з кіноапаратом» і «Все освітлено».
Держкіно володіє Національним кіноцентром Олександра Довженка, кінокопіювальною лабораторією та архівом, бере участь у проведенні Одеського міжнародного кінофестивалю, а «Молодість» є єдиним міжнародним кінофестивалем, акредитованим FIAPF в Україні; Конкурсна програма присвячена студентським, першим короткометражним і першим повнометражним фільмам з усього світу. Проводиться щорічно в жовтні.
У 2009 році в Україні було 148 кінотеатрів (273 зали) з річним оборотом близько 65 мільйонів доларів. У середньому українець ходить у кінотеатр 1,3 рази на рік. Доходи кінотеатрів надходять в основному від продажу квитків (55 %), закусок і напоїв (30 %) і реклами (30 %). У більшості кінотеатрів показують блокбастери.
У 2009 році показ фільмів російською мовою був заборонений урядом, що викликало невдоволення власників кінотеатрів (оскільки дубляж подорожчав фільми та затримував покази) та російськомовних глядачів.
Телекомунікації
Телекомунікації є найсучаснішим, різноманітним і швидкозростаючим сектором економіки України. На відміну від домінуючих експортних галузей країни, телекомунікації, а також відповідний сектор Інтернету займають високі позиції в європейських і світових рейтингах.
Галузь також лідирує в демонополізації економіки України, оскільки Укртелеком (колись єдиний оператор телефонного зв'язку в країні) був успішно приватизований і зараз втрачає свою частку роздрібного ринку на користь незалежних приватних операторів з іноземними інвестиціями.
Зараз усе населення України має телефонний та/або мобільний зв'язок; доступ до Інтернету є повсюдно доступним у містах та на основних транспортних коридорах, поширюючись на менші населені пункти. Розширення системи мобільного стільникового зв'язку сповільнилося, головним чином через насичення ринку, яке досягло 125 мобільних телефонів на 100 осіб.
План розвитку телекомунікацій України наголошує на подальшому вдосконаленні внутрішніх магістральних ліній, міжнародного зв'язку та системи мобільного стільникового зв'язку.
Українську систему мобільного зв'язку спільно використовують Київстар — 22,17 млн абонентів (40,1 відсотка); МТС-Україна — 17,7 млн абонентів (32,1 відсотка); Астеліт — ТМ life:) — 11,86 млн абонентів (21,5 відсотка); «Українські телесистеми» та «Голден Телеком» (ТМ Beeline) — 2,1 млн абонентів (3,8 відсотка); і Телесистеми України (ТМ PEOPLEnet), яка є лідером серед CDMA-операторів (383 тис. абонентів — 0,7 відсотка).
Інтернет
Інтернет в Україні добре розвинений і стабільно розвивається. У квітні 2012 року прогнозувалося стрімке зростання щонайменше ще на два роки[28]. Станом на 2011 рік Україна займала 9 місце в «10 найкращих Інтернет-країнах Європи» з 33,9 % проникненням Інтернету та 15,3 мільйонами користувачів; зросла до 36,8 % у 2012 році. Проникнення Інтернету досягло 43 % у 2014 році.
У 2011 році оборот онлайн-торгівлі в Україні перевищив 2 мільярди доларів США. У 2012 році очікується, що він досягне 4 мільярдів доларів США. Онлайн-платежі в країні в 2011 році оцінювалися в 400 мільйонів доларів США, що на 200 % більше, ніж у 2010 році.
Станом на 2011 рік Україна посідала 8 місце серед країн світу з найшвидшою швидкістю доступу до Інтернету із середньою швидкістю завантаження 1190 Кбіт/с.
За даними Freedom House, Інтернет в Україні є «вільним», на відміну від українських ЗМІ в цілому, які вважаються лише «частково вільними».
Окрім веб-порталів та пошукових систем, найпопулярнішими сайтами є Vk, YouTube, Wikipedia, Facebook, Livejournal, EX.UA та Однокласники.
У травні 2017 року президент Порошенко підписав указ про блокування доступу в Україні до російських серверів «ВКонтакте», «Одноклассники», «Яндекс» і Mail.ru, заявивши, що вони беруть участь в інформаційній війні проти України. Респонденти онлайн-опитування на сайті УНІАН заявили, що 66 % «категорично проти» заборони російських сайтів, а ще 11 % сказали, що простіше було б «заборонити весь Інтернет, як у Північній Кореї».

## Медійні організації
Національна комісія, що здійснює державне регулювання у сфері зв'язку та інформатизації України (Офіційний сайт)
Центр демократії та верховенства права (CEDEM) (колишній Інститут Медіа Права (MLI)) — некомерційний think and act tank, який з 2005 року працює в секторі громадянського суспільства України, спрямовуючи свої зусилля на розвиток незалежних ЗМІ, підтримку громадських платформ і рухів, розбудову правової держави в Україні.
Інститут масової інформації (ІМІ), заснований у 1995 році українськими журналістами, захищає свободу слова, організовує тренінги для українських журналістів, моніторить права журналістів і спроби чи тиск на них, включаючи судові процеси за участю ЗМІ та влади. З 2001 року IMI є партнером міжнародної наглядової організації «Репортери без кордонів».
Центр медіареформ був заснований у 2002 році на базі Школи журналістики Києво-Могилянської академії. Він організовує заходи, конференції та тренінги, щоб ініціювати відкриті дискусії щодо ЗМІ, прагнучи до більш прозорих ЗМІ та уряду.
Detector Media (колишня Телекритика) — це онлайн-платформа для медіапрофесіоналів для обговорення етичних, правових та інших професійних питань.
«Інтерньюз-Україна», заснований у 1996 році, бачить свою місію в утвердженні європейських цінностей через розвиток успішних медіа в Україні, зокрема онлайн-медіа. Він організовує тренінги для журналістів, публічні заходи та проекти для покращення якості новин, опитування, дослідження та моніторинг.
Інститут розвитку регіональної преси (ІРПР), заснований у 2006 році, неприбуткова організація, місією якої є сприяння демократичному громадянському суспільству через розвиток професійних, сталих та плюралістичних ЗМІ в Україні.
Правозахисна платформа, заснована в 2016 році колишніми юристами РДПІ. HRP займається стратегічними судовими процесами та юридичною підтримкою журналістів.

## Інформаційні агентства
Найбільшими інформаційними агентствами України є:
Укрінформ — найстаріше українське національне інформаційне агентство, державне управління Міністерства інформаційної політики.
«Інтерфакс-Україна» — філія російського інформаційного агентства «Інтерфакс».
Українські новини («Українські новини») — власність У. А. Inter Media Group, Валерій Хорошковський
УНІАН — належить медіа групі «1+1», пов'язаній з українським мільярдером Ігорем Коломойським.
РБК-Україна — філія російського інформаційного агентства РосБізнесКонсалтинг
ЛігаБізнесІнформ — частина аналітичного центру ЛІГА, що спеціалізується на ділових та юридичних новинах.
«Обозреватель» — українське інтернет-видання суспільно-політичного спрямування, створене у 2001 році.

## Профспілки
В Україні існує декілька профспілок медіа-сектору, але їх діяльність обмежена.
Національна спілка журналістів України — найстаріша українська медіа-спілка, яка успадкувала радянські структури та (проформу) масовість. Заявляє про 13 000 членів.
Незалежну медіа-профспілку України було засновано у 2004 році медіа-активістами після об'єднання Київської незалежної медіа-профспілки з місцевими осередками. Вона об'єднує журналістів і захищає їхні професійні, соціальні та трудові права. Працює над прозорими правилами для українського медіаринку. Під час Помаранчевої революції 2004 року профспілка підтримувала страйки журналістів проти цензури; пізніше він зосередився на угодах власників/журналістів щодо редакційної політики. З 2006 року є дійсним членом Міжнародної федерації журналістів.
Організації, засновані на корпоративному членстві, представляють інтереси власників ЗМІ та отримують від них фінансову підтримку. Вони включають:
Індустріальний Телевізійний Комітет (ІТК), який представляє інтереси телевізійного ринку України та об'єднує всі найпопулярніші українські телеканали та найбільші рекламні агентства та головних рекламодавців.
Українська асоціація медіабізнесу (колишня Українська асоціація періодичної преси (УАПП), провідна громадська організація, що представляє видавців періодичної преси. Заснована в 2001 році, у 2009 році налічувала 88 членів, включаючи видавців журналів і газет з усієї України.
Спілка кабельного телебачення України, професійна асоціація операторів кабельного телебачення, телевізійних мовників і продюсерів, нараховувала понад 60 членів у 2009 році, але мала діяльність.
Українська Інтернет Асоціація, заснована наприкінці 2000 року для сприяння розвитку українського Інтернету, надання юридичних консультацій та взаємодії з урядом. У 2009 році вона налічувала 52 дійсних та 42 асоційованих члени.

## Цензура і свобода ЗМІ
Конституція України та закон 1991 року забезпечують свободу слова.
За даними вашингтонської Freedom House, до 2022 року українські ЗМІ демонстрували «значний плюралізм і відкриту критику уряду та впливових діячів». Бізнес-магнати контролювали та впливали на багато ЗМІ, а деякі російські ЗМІ були заборонені. Після російського вторгнення уряд розширив свій контроль над ЗМІ, і контрольовані урядом новини почали транслюватися цілодобово на всіх каналах.
Freedom House повідомила, що стан свободи преси в Україні у 2015 році покращився з невільної до частково вільної. Він обґрунтував зміни наступним чином:
через глибокі зміни в медіа-середовищі після падіння уряду президента Віктора Януковича в лютому, незважаючи на зростання кількості нападів на журналістів під час протестів на Євромайдані на початку 2014 року та подальшого конфлікту на сході України. Зменшився рівень ворожості влади та правового тиску на журналістів, а також політичний тиск на державні ЗМІ. ЗМІ також виграли від удосконалення закону про доступ до інформації та підвищення незалежності регулятора телерадіомовлення.
Freedom House визнала українську законодавчу базу щодо свободи ЗМІ «одною з найпрогресивніших у Східній Європі», хоча впровадження було нерівномірним. Основними проблемами цієї організації були боротьба з проросійською пропагандою, концентрація власності на ЗМІ та високі ризики насильства проти журналістів, особливо в зонах конфлікту на сході.
Свобода преси значно покращилася після Помаранчевої революції 2004 року. Однак у 2010 році Freedom House відчув «негативні тенденції в Україні».
Власність ЗМІ
У жовтні 2016 року набули чинності зміни до законодавства про засоби масової інформації, які дають телерадіомовникам і провайдерам програмних послуг шість місяців «на розкриття детальної інформації про їхні структури власності, включно з особами кінцевих бенефіціарів». На практиці медіавласність в Україні вже давно є непрозорою.
Закон про Суспільне телебачення і радіомовлення був прийнятий у квітні 2014 року та набув чинності у травні 2014 року, передбачаючи створення Національної суспільної телерадіокомпанії України. Починаючи з травня 2015 року, 31 державна компанія розпочала процедуру об'єднання в одну — Національну телекомпанію України (НТУ). 19 січня 2017 року на базі НТКУ було створено нову суспільну телерадіокомпанію UA: PBC. 22 травня 2017 року новообрана Рада розпочала внутрішню трансформацію компанії.
У жовтні 2016 року було введено «квоту для радіо — на трансляцію українських пісень і ведення програм українською мовою». Ринок ЗМІ також підпадає під дію закону про конкуренцію, але на практиці медіа-монополії не регулюються, а закони про ЗМІ застосовуються вибірково.
В Україні концентрація ринкової власності зумовлена не тільки прибутком, але, що більш важливо, політичними інтересами та лобі.[45] За словами Амбейі Лігабо (Спеціального доповідача ООН із заохочення та захисту права на свободу переконань і їх вираження з 2002 по 2008 рік), це є одними з найбільш помітних недоліків в українському медіа-середовищі.
Державні ЗМІ
Є два державних ЗМІ: UA|TV — іномовна державна компанія, засновником якої є Міністерство інформаційної політики, і телеканал «Рада», засновником якого є Верховна Рада України. Станом на 2017 рік
Приватизація друкованої преси
У 2006 році більше половини газет і журналів в Україні належали державі. У 2011 році державі належало понад 100 газет, а муніципалітетам — понад 800, що разом становить майже 22 відсотки всіх українських періодичних видань.
24 грудня 2015 року було прийнято новий закон «Про реформування державної та комунальної друкованої преси»[47]. Відповідно до цього закону всі державні та 550 комунальних видань (крім військових) мали бути або приватизовані, або перетворені на інформаційні бюлетені, або закриті до кінця 2018 року.
Історичний контекст
У 2006 році державі належало 35 телевізійних станцій, у тому числі УТ-1, і три радіостанції. Станом на 2011 рік «національна держава володіла(-ла) приблизно чотирма відсотками теле- та радіосектору, окрім майже 815 муніципальних теле- та радіокомпаній, контрольованих місцевою владою».
Крім того, державна Укрпошта має монополію на доставку преси в деяких регіонах і є ще однією перешкодою для розвитку приватних видавництв через свою неефективність і постійне зростання цін.
Лише близько семи відсотків доходів від реклами йде на газети, тоді як 45 відсотків йде на радіомовлення. Проте, навіть якщо мовні ЗМІ отримують найбільшу частку, регіональні телеканали отримують незначну частину, причому більшість грошей йде на національні канали. Але п'ятнадцять загальнонаціональних телеканалів все одно отримують відносно невелику суму. Державні ЗМІ дешевші [потрібне уточнення], ніж приватні, тому що їм не потрібні рекламні гроші, щоб вижити.
З усіх цих причин українські ЗМІ значною мірою залежать від політичної реклами з очевидними наслідками їх упередженості. У 2009 році пряма політична реклама президентських виборів становила 23,5 % усіх надходжень від телевізійної реклами, але кандидати в президенти також широко використовують приховану рекламу, тому реальний відсоток вищий, але невідомий.
Іноземні інвестиції та фінансування
Наприкінці 1990-х — на початку 2000-х років західні компанії інвестували в українське телебачення, але потім продали свої частки місцевим жителям — переважно олігархам — і пішли з ринку. Проблеми включали «відсутність стабільного, прозорого регулювання бізнесу, широко поширену корупцію та непрості стосунки між ЗМІ та політиками». Однак російські газети, телеканали та радіостанції популярні в Україні. Російські програми також популярні в українських ЗМІ, і вони дешевші за українські.
До 2024 року 50 % українських медіа покладалися на уряд США як основне джерело фінансування, а ще 35 % отримували від нього значні суми.[48] 28 січня 2025 року головний редактор Kyiv Independent Ольга Руденко написала, що «роками джерелом життя незалежних ЗМІ України були іноземні державні гранти». Після інавгурації президент США Трамп наказав призупинити на 90 днів іноземну допомогу через USAID, яка включала підтримку українських ЗМІ.
Олігархи
Більшість ЗМІ контролюється олігархами, або — у цьому випадку — «медіа-баронами»,невеликою кількістю заможних бізнесменів, які також мають інтереси в інших галузях промисловості та в політиці [42]. Це «зовнішні власники», підприємці, для яких медіа не є основним бізнесом і не є важливим джерелом капіталу. Вони використовують телебачення для накопичення політичного впливу, який вони використовують для підтримки свого справжнього основного бізнесу. Як медіавласники, вони в першу чергу не керуються ринковою логікою.
Такий високий ступінь концентрації власності означає високий бар'єр для входу на ринок ЗМІ. Нині чотири фінансово-політичні групи контролюють майже весь телерадіомовлювальний сектор українських ЗМІ: